# Les Baigneurs (étude)
Les Baigneurs est une des nombreuses études que le peintre français Paul Cézanne (1839-1906) a réalisées dans les années 1890 sur le thème des baigneurs.

## Description
C'est une petite huile sur toile de 26 × 40 cm réalisée dans les années 1890-1894. Une étude au crayon (1875-1877) du personnage central nu de dos avec une serviette dans la main était dans la collection du fils de l'artiste. Un croquis de 1885 représentant le personnage nu de dos debout les bras levés se trouvait dans la collection Chappuis à Paris. La palette claire et l'abondance des tons bleutés permet de dater cette étude du début des années 1890.
Cette toile prolonge un thème traditionnel depuis le Titien ou Poussin, mais d'une manière totalement différente de ce que l'on observait dans les salons académiques du XIXe siècle. Il redonne ainsi une nouvelle vie à ce genre en se rappelant sa propre jeunesse lorsqu'il se baignait avec ses amis dans la rivière de l'Arc. Elle fait partie d'un cycle commencé vers 1870 avec de multiples variantes de Baigneuses ou de Baigneurs, dans des poses idéalisées rappelant la mythologie grecque et que l'on peut déjà entrevoir dans Le Jugement de Pâris (1862-1865).

## Histoire
Cette toile a été achetée en 1910 à la galerie Vollard par le fameux collectionneur moscovite Ivan Morozov. Sa collection a été nationalisée en 1918 et présentée jusqu'en 1948 au musée d'art moderne occidental de Moscou avant de rejoindre le musée Pouchkine en 1948. 

## Expositions
Cette toile a été exposée à Moscou en 1926; à l'« exposition Paul Cézanne » de 1956 à Léningrad; à Otterlo en 1972 et à Washington en 1973,.

## Versions

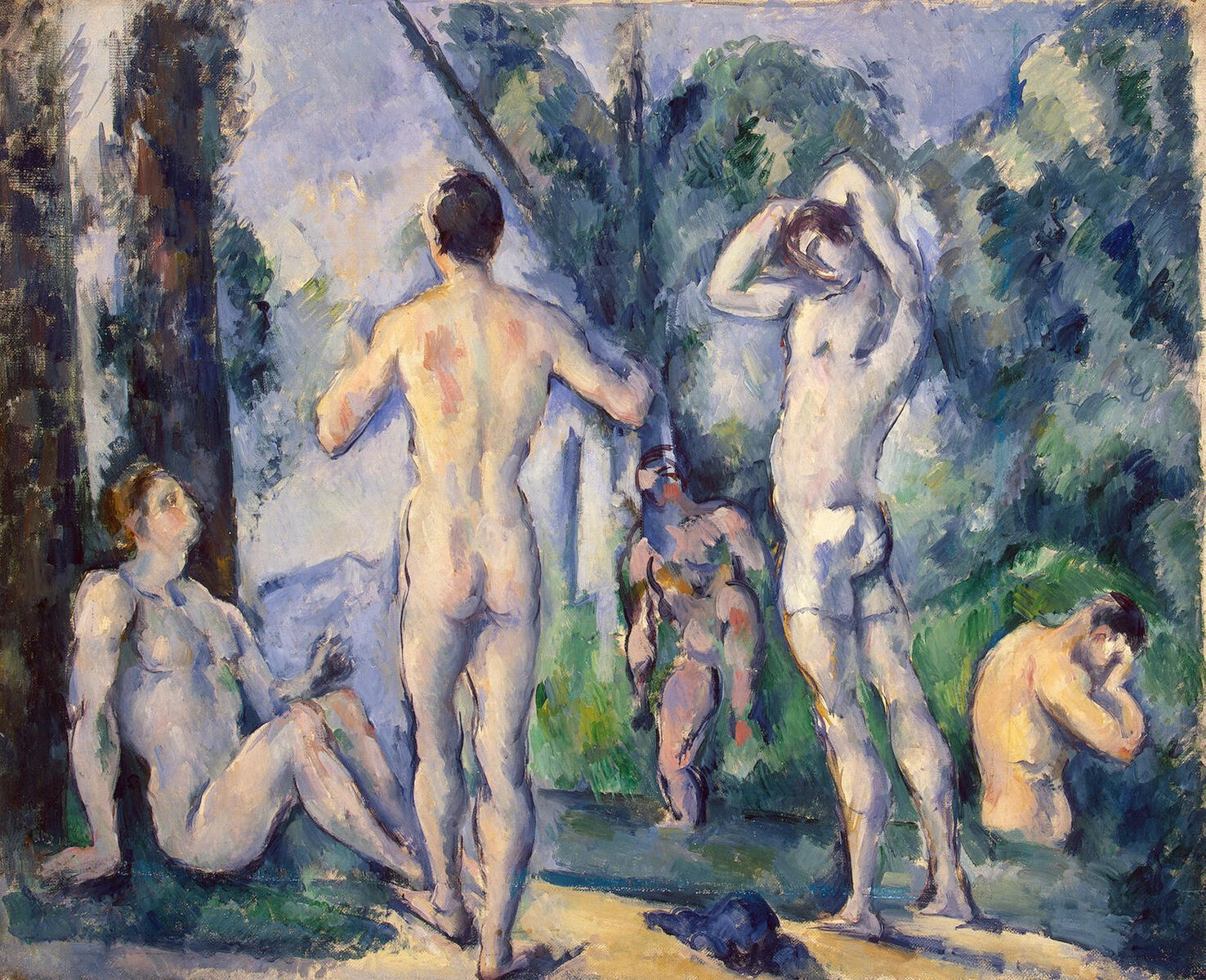
Les Baigneurs (1890-1891), version du musée de l'Ermitage de Saint-Pétersbourg, avec cinq baigneurs
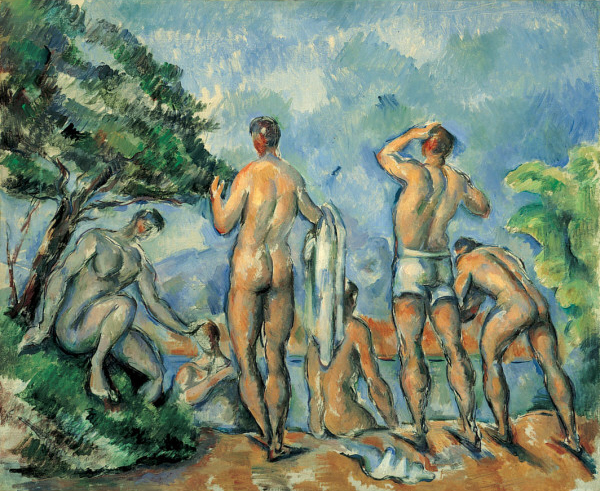
Les Baigneurs (1890-1892), version du musée d'art de Saint-Louis, avec six baigneurs
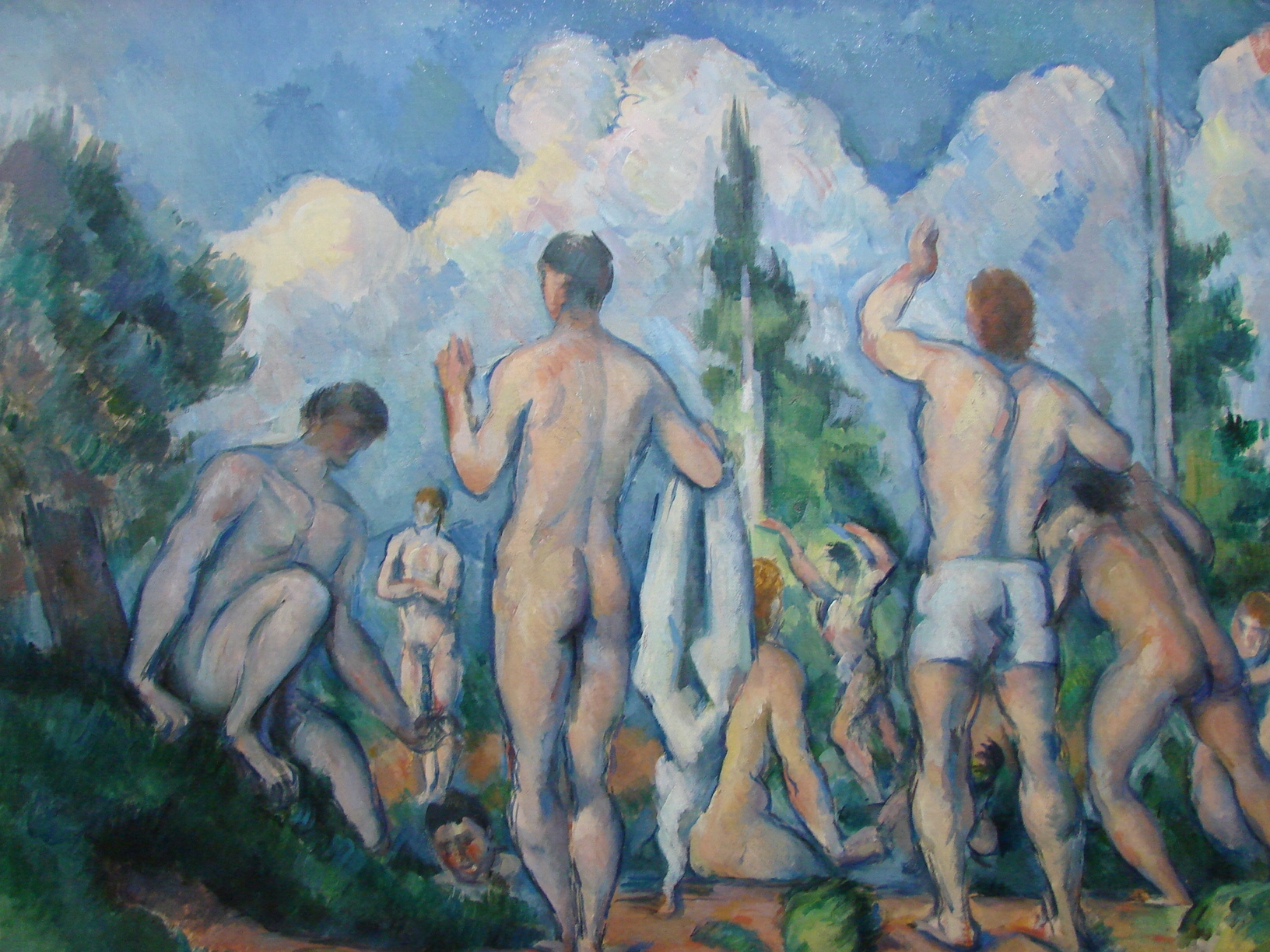
Les Baigneurs, version du musée d'Orsay, avec dix baigneurs